# Anam jezik
Anam jezik (pondoma; ISO 639-3: pda), transnovogvinejski jezik uže skupine madang, kojim govori 1 070 ljudi (2003 SIL) iz plemena Pondoma u selima u okolici Josephstaala u provinciji Madang, Papua Nova Gvineja.
Zajedno s jezicima anamgura [imi] i moresada [msx] čini podskupinu pomoikan

## Vanjske poveznice
- Ethnologue (14th)
- Ethnologue (15th)